# Мотылькы (верхний приток Таза)
Мотылькы (устар. Матыль-Кы) — река в России, протекает по территории Туруханского района Красноярского края. Верховья реки заболочены. Устье реки находится в 1196 км по правому берегу реки Таз на высоте 66 метров около урочища Мотылька. Длина реки составляет 31 км.

## Данные водного реестра
По данным государственного водного реестра России относится к Нижнеобскому бассейновому округу, водохозяйственный участок реки — Таз. Речной бассейн реки — Таз.
Код объекта в государственном водном реестре — 15050000112115300063679.